# Ophiolepis pawsoni
Ophiolepis pawsoni is een slangster uit de familie Ophiolepididae.
De wetenschappelijke naam van de soort werd in 1988 gepubliceerd door Gordon Hendler.